# Hiroshi Tamaki
Hiroshi Tamaki 玉木宏 (Tamaki Hiroshi?) (Nagoya, 14 gennaio 1980) è un attore, cantante e modello giapponese. Lavora per la AOI corporation.
Ha esordito nel 1998, ma ha incomincato ad acquisire notorietà grazie alla sua partecipazione al film Waterboys del 2001. Ha esordito come cantante nel 2004 col singolo "Seasons" e tra il 2004-2011 ha pubblicato 4 album.

## Filmografia

### Cinema

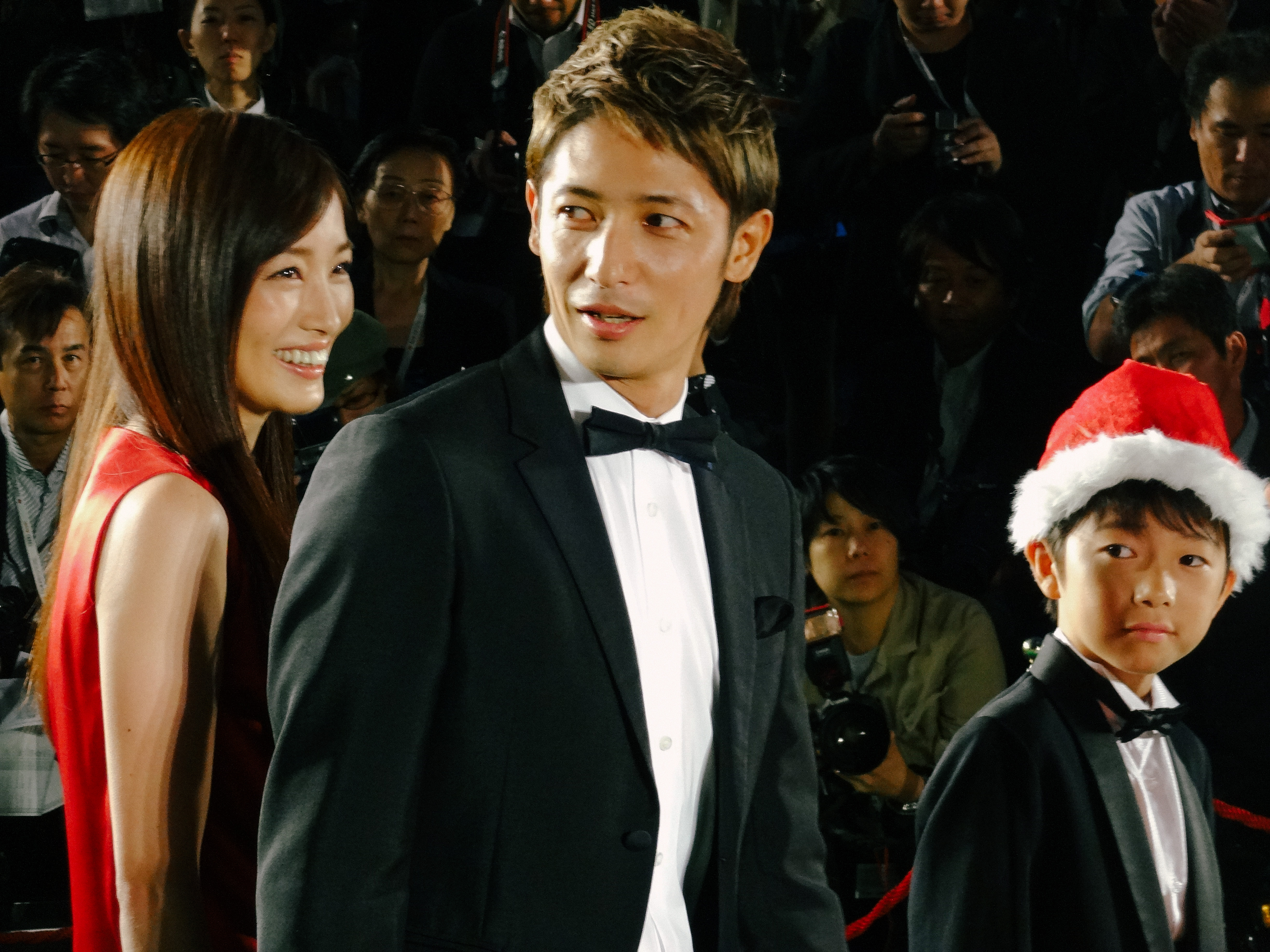
Hiroshi Tamaka al Tokyo International Film Festival del 2013.

- Water Boys (Wôtâ bôizu), regia di Shinobu Yaguchi (2001)
- The Blue Blanket, regia di Itsumichi Isomura (2002)
- Gosuto shisutemu, regia di Toshikazu Nagae (2002)
- Revolver - Aoi haru, regia di Takeshi Watanabe (2003)
- Rokkazu, regia di Takanori Jinnai (2003)
- Ren'ai-shousetsu, regia di Jun'ichi Mori (2004)
- Amemasu no kawa, regia di Itsumichi Isomura (2004)
- Gosuto shauto, regia di Renpei Tsukamoto (2004)
- Nagurimono, regia di Hideaki Sunaga (2005)
- Henshin, regia di Tomoki Sano (2005)
- Tada, kimi wo aishiteru, regia di Takehiko Shinjō (2006)
- Middonaito îguru, regia di Izuru Narushima (2007)
- Sumairu seiya no kiseki, regia di Takanori Jinnai (2007)
- Kids, regia di Tatsuya Ogishima (2008)
- Manatsu no Orion, regia di Tetsuo Shinohara (2009)
- MW, regia di Hitoshi Iwamoto (2009)
- Nodame Cantabile saishū gakushō - Zenpen (Nodame Kantābire saishū gakushō - Zenpen), regia di Hideki Takeuchi (2009)
- Nodame Cantabile saishū gakushō - Kōhen (Nodame Kantâbire: Saishuu-gakushou - Kouhen), regia di Hideki Takeuchi (2010)
- Ōoku, regia di Fuminori Kaneko (2010)
- Purinsesu Toyotomi, regia di Masayuki Suzuki (2011)
- Rengô kantai shirei chôkan: Yamamoto Isoroku, regia di Izuru Narushima (2011)
- Tong que tai, regia di Linshan Zhao (2012)
- Subete wa kimi ni aeta kara, regia di Katsuhide Motoki (2013)
- Bakumatsu kôkôsei, regia di Toshio Lee (2014)
- Kamisama wa Bali ni iru, regia di Toshio Lee (2014)
- Seiro no umi, regia di Akiyoshi Kimata (2016)
- Aku to Kamen no Rule, regia di Teppei Nakamura (2018)
- Laplace no majo (Rapurasu no majo), regia di Takashi Miike (2018)
- Love X Doc, regia di Osamu Suzuki (2018)
- Kubo Ibuki, regia di Setsurô Wakamatsu (2019)
- Hokusai, regia di Hajime Hashimoto (2020)
- The Way of the Househusband, regia di Tôichirô Rutô (2022)
- Kingudamu 2: Harukanaru Daichi e, regia di Shinsuke Sato (2022)
- Konoko wa Jaaku, regia di Shô Kataoka (2022)
- Seven Secretaries: The Movie, regia di Naoki Tamura (2022)
- Kingdom 3: The Flame of Destiny (Kingudamu: Unmei no Hono), regia di Shinsuke Sato (2023)
- The Silent Service, regia di Kohei Yoshino (2023)
- Golden Kamuy, regia di Shigeaki Kubo (2024)
- Kingdom 4 (Kingudamu: Daishôgun no Kikan), regia di Shinsuke Sato (2024)
- 11 no Zokugun, regia di Kazuya Shiraishi (2024)

### Televisione
- Great Teacher Onizuka (Gurēto Tīchā Onizuka) - serie TV, episodio 1x10 (1998)
- Sabu, regia di Takashi Miike - film TV (2002)
- Tsuhan-Man - serie TV, 11 episodi (2002)
- Rimôto - serie TV, 10 episodi (2002)
- Water Boys (Wōtā Bōizu) - serie TV (2003)
- Kokoro - serie TV, 68 episodi (2003)
- Itoshi kimi e - serie TV, 11 episodi (2004)
- Rasuto kurisumasu - serie TV, 11 episodi (2004)
- Hyouheki - serie TV (2006)
- Toppu kyasutâ - serie TV, 11 episodi (2006)
- Kômyô ga tsuji - serie TV, 18 episodi (2006)
- Nodame Cantabile (Nodame Kantābire) - serie TV, 11 episodi (2006)
- Hoshi hitotsu no yoru, regia di Taichi Yamada - film TV (2007)
- Nodame kantâbire in Yôroppa, regia di Hideki Takeuchi - film TV (2008)
- Shika otoko aoniyoshi - serie TV (2008)
- Atsuhime - serie TV, 8 episodi (2008)
- Love Shuffle (Rabu shaffuru) - serie TV, 10 episodi (2009)
- MW: Dai 0 shô akuma no gêmu, regia di Hitoshi Iwamoto - film TV (2009)
- Giruti: Akuma to keiyaku shita onna - serie TV, 11 episodi (2010)
- Suna no utsuwa - serie TV, episodi 1x01-1x02 (2011)
- Kazoku kashimasu, regia di Mitsuru Kubota - film TV (2012)
- Kagi no kakatta heya - serie TV, episodi 1x10-1x11 (2012)
- Kekkon shinai - miniserie TV, 11 puntate (2012)
- Taira no Kiyomori - serie TV, 28 episodi (2012)
- Jiken Kyûmeii: IMAT no Kiseki, regia di Kazunari Hoshino - film TV (2013)

### Videogiochi
- Rogue Galaxy (2005) (Jaster Rogue)
- Lost Judgment (2021) (Kazuki Soma)